# Любов на острові смерті
«Любов на острові смерті» — радянський художній фільм кінокомпанії «Сінебрідж» і студії «Піраміда», знятий в 1991 році режисером Андрієм Малюковим. Прем'єра фільму відбулася у вересні 1991 року.

## Сюжет
Гостросюжетний фільм розповідає про пригоди пари молодих археологів Стіва і Марини, які проводять розкопки на маленькому загубленому в Середземному морі острівці. Через фатальний випадок вони губляться у відкритому морі і потрапляють на острів до тубільців. Серед аборигенів є один європеєць — професор-біолог Ервін Бернер. Він проводить досліди зі створення сильнодіючої наркотичної речовини, сировину для якої йому добувають наркозалежні наївні тубільці-остров'яни… Підступні плани професора, його смертоносна речовина і події, що відбуваються на острові, можуть обернутися жахливою катастрофою.

## У ролях
- Нодар Мгалоблішвілі —  професор Ервін Бернер (озвучив Олексій Жарков)
- Володимир Машков —  Стів, вчений-дослідник
- Оксана Каліберда —  Марина, дружина Стіва
- Наталія Петрова —  Шейла, коханка Бернера
- Світлана Тормахова —  Лола, член експедиції
- Сергій Галкін —  наркоторговець
- Ігор Конченко — епізод
- Валерій Лущевський —  начальник експедиції
- Володимир Максимов — епізод
- Володимир Нісков —  Сміт, наркоторговець
- Іван Насонов — епізод
- Юрій Павлов — епізод
- Федір Смирнов — епізод
- Євген Тетервов —  наркоторговець
- Енвер Білялов —  «Абориген»

## Знімальна група
- Режисер-постановник: Андрій Малюков
- Сценаристи: Андрій Малюков, Юрій Рогозін,  Сергій Кучков
- Головний оператор:  Олександр Рябов
- Художник-постановник: Володимир Душин
- Композитор: Марк Мінков
- Звукооператор: Ігор Замотаєв
- Режисер: Ларіда Каюмова
- Оператор: Ю. Яковлєв
- Монтаж: М. Сергєєва
- Костюми: Т. Лічманова
- Грим: Олена Глазунова, Ірина Казаченко
- Директор картини: Володимир Дудін